# Reggatta de Blanc
Reggatta de Blanc ist das zweite Studioalbum von The Police. Es erschien im Oktober 1979 bei A&M Records. Das Album erreichte Platz eins der Charts in Großbritannien und in Australien, in den USA Platz 25. 1980 gewann die Band für das Titelstück den Grammy Award for Best Rock Instrumental Performance. Das Magazin Rolling Stone setzte das Album auf Platz 369 seiner 500 besten Alben aller Zeiten.

## Entstehung
Der Albumtitel ist ein Wortspiel über White Reggae. Reggatta de Blanc ist ein Lied ohne Text, das sich als Improvisation aus Can’t Stand Losing You entwickelte.
Anders als beim nachfolgenden Album konnten The Police ohne Zeitdruck an die Aufnahmen gehen. Das Album entstand in insgesamt vier Wochen Aufnahmezeit, die jedoch über mehrere Monate verteilt wurden.

„Wir gingen einfach ins Studio und sagten: ‚OK, wer hat den ersten Song?‘ Wir hatten sie nicht einmal geprobt, bevor wir hingingen.“

Die Band nahm das Album mit einem vergleichsweise kleinen Budget auf – obwohl die Plattenfirma A&M Records größeres genehmigt hätte –, das von ihren Gewinnen durch die Verkäufe von Outlandos d’Amour abgedeckt wurde. Dadurch blieb sie vergleichsweise unabhängig.

## Rezeption
Bernd Lechler schrieb im Musikexpress, The Police würden es schaffen, „atmosphärisch, erfindungsreich und kunstvoll zwischen sperrigen Arrangements und Ohrwurm-Refrains auszubalancieren“. In Sachen bestes Police-Album müsse die Wahl auf Regatta de Blanc fallen. Alan Tepper gab in Eclipsed an, dass sich neben Charts- und Diskotheken-Titeln mit Walking on the Moon auch eine „neue musikalische Dimension“ auftue, nämlich „hin zu einem kühleren Sound“.
Greg Prato von der Webseite Allmusic.com schrieb, durch konstantes Touren sei der Reggae-Rock der Band zur Perfektion gebracht worden. Das Album sei produktionstechnisch polierter und bezüglich des Songwritings ausgefeilter als der Vorgänger. Zudem seien zwei Hitsingles enthalten gewesen. Er ergänzte: "Mit Reggatta de Blanc wählten viele Sting und Co. zur Superstar-Band der 80er-Jahre, und The Police sollten ihnen bei der nächsten Veröffentlichung der Band Recht geben."

## Titelliste
1. Message in a Bottle (Sting) – 4:51
2. Reggatta de Blanc (Summers, Sting, Copeland) – 3:06
3. It’s Alright For You (Sting, Copeland) – 3:13
4. Bring on the Night (Sting) – 4:16
5. Deathwish (Summers, Sting, Copeland) – 4:13
6. Walking on the Moon (Sting) – 5:02
7. On Any Other Day (Copeland) – 2:57
8. The Bed’s Too Big Without You (Sting) – 4:26
9. Contact (Copeland) – 2:38
10. Does Everyone Stare (Copeland) – 3:52
11. No Time This Time (Sting) – 3:17

## Kommerzieller Erfolg

### Chartplatzierungen
| ChartsChartplatzierungen       | Höchstplatzierung | Wochen |
| ------------------------------ | ----------------- | ------ |
| Deutschland (GfK)              | 16 (80 Wo.)       | 80     |
| Vereinigte Staaten (Billboard) | 25 (100 Wo.)      | 100    |
| Vereinigtes Königreich (OCC)   | 1 (74 Wo.)        | 74     |

| ChartsJahrescharts (1980) | Platzierung |
| ------------------------- | ----------- |
| Deutschland (GfK)         | 15          |

### Auszeichnungen für Musikverkäufe
| Land/Region                  | Auszeichnungen für Musikverkäufe (Land/Region, Auszeichnung, Verkäufe) | Verkäufe  |
| ---------------------------- | ---------------------------------------------------------------------- | --------- |
| Australien (ARIA)            | Platin                                                                 | 50.000    |
| Belgien (BRMA)               | Gold                                                                   | 25.000    |
| Deutschland (BVMI)           | Gold                                                                   | 250.000   |
| Frankreich (SNEP)            | Platin                                                                 | 400.000   |
| Italien (FIMI)               | Gold                                                                   | 25.000    |
| Kanada (MC)                  | Platin                                                                 | 100.000   |
| Neuseeland (RMNZ)            | 2× Platin                                                              | 40.000    |
| Niederlande (NVPI)           | Platin                                                                 | 100.000   |
| Vereinigte Staaten (RIAA)    | Platin                                                                 | 1.000.000 |
| Vereinigtes Königreich (BPI) | Platin (1979) · + Silber (2013)                                        | 360.000   |
| Insgesamt                    | 1× Silber · 3× Gold · 8× Platin ·                                      | 2.250.000 |

Hauptartikel: The Police/Auszeichnungen für Musikverkäufe